# Savoia-Marchetti SM.82
Savoia-Marchetti SM.82 Canguru (wł. kangur) – ostatni z serii włoskich trójsilnikowych samolotów pasażerskich, transportowych, używany także jako bombowiec, z okresu przed i II wojny światowej. 

## Historia
Samolot SM.82 powstał jako rozwinięcie wcześniejszej konstrukcji inż. Alessandro Marchetti, ciężkiego samolotu transportowego SM.75. W 1939 roku rozpoczęto dostawę pierwszych z 45 samolotów  S. 75 dla włoskich liniach lotniczych Ala Littoria, powstałych w 1934 jako największe włoskie linie narodowe. Zachowując ogólny układ maszyny, zespół konstrukcyjny wytwórni Savoia-Marchetti wydłużył i powiększył kadłub ze szczególnym uwzględnieniem aerodynamicznej konstrukcji kadłuba i usterzenia, tworząc w ten sposób bardzo użyteczny samolot zdolny do przewozu ciężkich ładunków na duże odległości. Jednocześnie zaopatrzono go w chowane podwozie. Przewidziano także możliwość montażu w kadłubie komory bombowej.
Prototyp wojskowa został oblatany w 1939 roku, a już w roku następnym pierwsze egzemplarze samolotu dotarły do jednostek. Początkowo produkcja postępowała wolno, w chwili przystąpienia Włoch do II wojny światowej Regia Aeronautica dysponowała zaledwie 12 maszynami. W lutym 1940 roku oblatano prototyp wersji bombowej. Ponieważ był to wówczas jedyny włoski samolot zdolny do przeprowadzania bombardowań strategicznych, pierwsze bombowce trafiły na wyposażenie lotnictwa jeszcze w tym samym roku.
Pierwsze zadania transportowych SM.82 polegały na transporcie ludzi i zaopatrzenia dla wojsk włoskich w Afryce Północnej, a następnie jako poszukiwane samoloty transportowe były używane na wszystkich frontach II wojny światowej z wyjątkiem frontu wschodniego ze względu na trudne warunki klimatyczne (Savoia-Marchetti SM.82 były bardzo wrażliwe na niskie temperatury).
Od połowy 1940 roku bombowce włoskie, w tym SM.82, zostały wykorzystane do przeprowadzenia nalotów na Gibraltar. Działania te, prowadzone przez niewielkie grupy samolotów, miały wydźwięk bardziej propagandowy niż strategiczny i nie spowodowały większych zniszczeń w brytyjskiej kolonii. Między 20 sierpnia 1940 a 1 kwietnia 1942 roku przeprowadzono siedem nalotów pojedynczych SM.82, przy stracie jednej maszyny.
Większy sukces odniosły cztery bombowce z 41° Gruppo w dalekodystansowym nalocie na amerykańskie instalacje naftowe Standard Oil Company w Manamie nad Zatoką Perską (działające na korzyść Brytyjczyków) 18/19 października 1940 roku. Dzięki zaskoczeniu i braku przeciwdziałania obrony przeciwlotniczej wszystkie cztery startujące z Rodos maszyny osiągnęły cel, zrzucając 6 ton 15-kilogramowyh bomb, i powróciły bezpiecznie na lotniska w Zula i Asmarze we Włoskiej Afryce Wschodniej, przelatując 4200 km. Innymi zadaniami były nocne naloty pojedynczych samolotów na port w Aleksandrii, Port Said, Suez i inne cele w Egipcie na przełomie 1940 i 1941 roku.

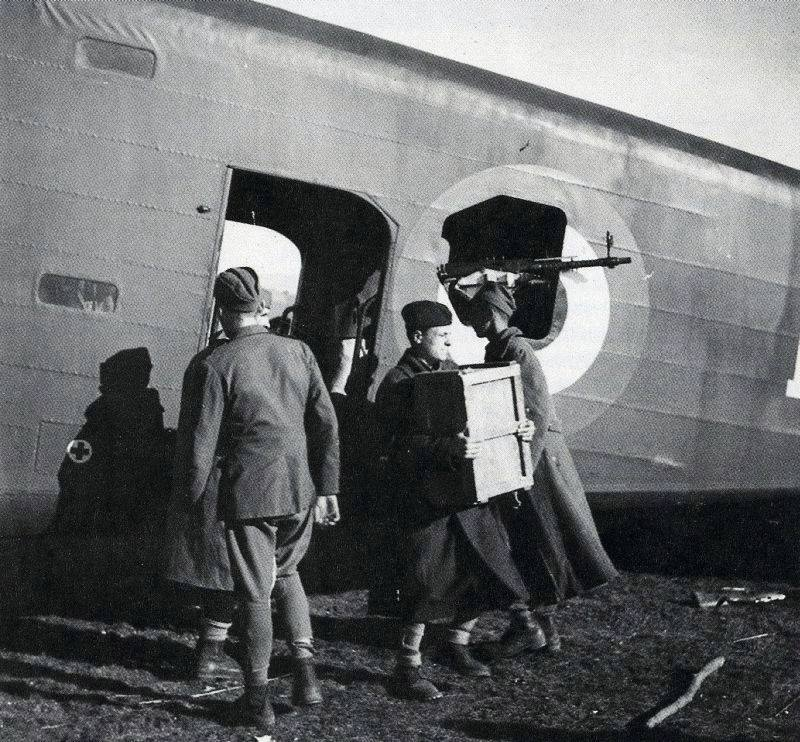
Wyładunek SM.82

Od roku 1942 bombowe wersje SM.82 były zastępowane w linii przez czterosilnikowe samoloty Piaggio P.108 i sukcesywnie przekazywane do jednostek transportowych. Tam przejęły rolę zaopatrywania w sprzęt wojsk włoskich walczących w Afryce Północnej i Wschodniej. Dzięki dużej pojemności ładowni i specjalnym wzmocnieniom konstrukcji możliwe było przewożenie w tych samolotach ciężkich ładunków, np. lekkiego czołgu (tankietki) L3/33 lub dwupłatowych myśliwców Fiat CR.32 i Fiat CR.42, ze zdemontowanymi skrzydłami. Wszystkie używane przez Włochów w Afryce Wschodniej myśliwce zostały dostarczone w ten sposób. Po wybuchu wojny brytyjsko-irackiej w 1941 roku SM.82 dostarczały zaopatrzenie dla sił irackich. 21 egzemplarzy zostało przystosowanych do roli transportu wojsk powietrznodesantowych.
SM.82 były także używane w roli samolotów komunikacyjnych, głównie w lotach do Ameryki Południowej i na Daleki Wschód. Na specjalnie przystosowanym samolocie włoscy piloci A. Tondi, R. Degasso i F. Vignoli ustanowili rekord przelotu na trasie zamkniętej, pokonując 12 860 km. W lecie 1942 roku jedna z maszyn wykonała lot z Rzymu przez Etiopię i Singapur do Tokio, przewożąc model włoskiego silnika odrzutowego, konstrukcji inż. Campiniego.
Jednostki transportowe wyposażone w SM.82 brały aktywny udział w ewakuacji wojsk Osi z Tunezji w 1943 roku, ponosząc duże straty. Po kapitulacji Włoch we wrześniu 1943 samoloty SM.82 były wykorzystywane po obu stronach frontu, zarówno przez lotnictwo Włoskiej Republiki Socjalnej, jak i Aviazione Cobelligerante Italiana. Na północy Włoch, pozostającej pod kontrola wojsk niemieckich wznowiono produkcję i kontynuowano ją, także na potrzeby Luftwaffe, aż do 1944 roku. Savoia Marchetti zbudowała w sumie 721 samolotów, z czego 299 wyprodukowano pod niemieckim nadzorem po kapitulacji Włoch.
Po zakończeniu wojny ponad dwadzieścia ocalałych SM.82 zostało poddanych przebudowie, obejmującej m.in. wymianę silników na amerykańskie Pratt & Whitney R-1830. Pełniły one służbę transportową w odrodzonej Aeronautica Militare aż do początku lat 60.

## Opis konstrukcji
Savoia-Marchetti SM.82 był ciężkim samolotem transportowym i bombowym o konstrukcji mieszanej: kadłub o konstrukcji spawanej z rur stalowych kryty był płótnem, skrzydła zbudowane były z drewna. Klasyczne podwozie z kółkiem ogonowym było chowane w locie. Napęd samolotu stanowiły trzy silniki Alfa Romeo 128 RC.21 o mocy 950 KM każdy. Uzbrojenie obronne składało się z karabinu maszynowego kal. 12,7 mm w wieżyczce strzeleckiej na grzbiecie kadłuba oraz karabinów maszynowych kal. 7,7 mm umieszczonych w bocznych okienkach kadłuba i w tylnej części gondoli bombardiera (w wersji bombowej).
Obszerny kadłub mieścił ładownię przystosowaną do przewozu 40 żołnierzy z pełnym wyposażeniem (14 pasażerów w wersji komunikacyjnej) lub ciężkiego sprzętu. Możliwe było także przystosowanie SM.82 do transportu 3000 litrów paliwa w specjalnym zbiorniku w ładowni. Wersja bombowa posiadała komorę na 4000 kg bomb lotniczych.